# Great Expectations (film 1917)
Great Expectations è un film muto del 1917 diretto da Robert G. Vignola e da Paul West. Versione per lo schermo del romanzo di Charles Dickens che avrebbe avuto poi numerosi altri adattamenti cinematografici e televisivi. Fu l'unica prova di regia per lo sceneggiatore Paul West.
Nella parte di Pip, il protagonista, il ventitreenne Jack Pickford.

## Produzione
Prodotto dalla Famous Players Film Company

## Distribuzione
Il film fu distribuito dalla Paramount Pictures e uscì in sala l'8 gennaio 1917.

### Date di uscita
- USA	8 gennaio 1917
- USA	1º giugno 1919	 (riedizione)